# コンラッド・ヘルフリッヒ
コンラッド・エミール・ランベルト・ヘルフリッヒ（オランダ語:Conrad Emil Lambert Helfrich、1886年10月11日 - 1962年9月20日）は、オランダの海軍軍人。

## 人物
ABDA司令部のオランダ代表だった。先任のABDA海軍部隊司令官トーマス・C・ハート提督がアメリカに帰国後、後任の司令官となる。しかし、ABDA司令部は1942年2月に解散した。
ヘルフリッヒは戦争の残りをセイロンで過ごし、オランダ領東インドのオランダ統治の復帰の準備をした。

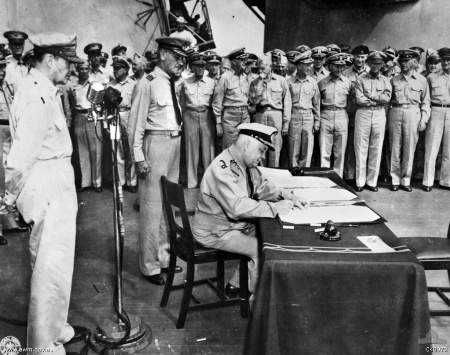
署名を行うヘルフリッヒ

1945年8月、中将(Luitenant-admiraal、陸空軍における大将と同等)に昇進し、オランダ海軍全体の指揮権を与えられた。1945年9月2日の戦艦ミズーリ上で日本の降伏文書にオランダ代表として署名を行った。